# Capsicum praetermissum
Capsicum praetermissum ist eine Pflanzenart aus der Gattung der Paprika (Capsicum) in der Familie der Nachtschattengewächse. Sie gilt als eine der Wildformen dieser Gattung, wird aber vereinzelt als Capsicum baccatum var. praetermissum der Art Capsicum baccatum zugeordnet.
Die Pflanze stammt aus dem Süden Brasiliens, wo sie noch heute wild wachsend zu finden ist. Von diesen Pflanzen gesammelte Früchte sind auch oft auf lokalen Märkten zu kaufen.

## Beschreibung
Capsicum praetermissum ist ein aufrechter Strauch mit einer Höhe von bis zu 1,5 m, der Spross ist spärlich behaart, vor allem im unteren Bereich der Pflanze unbehaart. Die Blätter stehen an etwa 3,5 cm langen Blattstielen, sind zirka 8 cm lang und 6,3 cm breit, nach vorne zugespitzt. Die Behaarung der Blätter ist spärlich bis dicht, kann aber auch filzig sein.
Die in Gruppen von zwei bis drei stehenden, aufrechten Blütenstiele sind 1,2 cm lang. Der Blütenkelch hat eine Länge von zirka 1,5 mm und besitzt fünf linealisch-lanzettliche Kelchzähne mit einer Länge von 1 mm. Die Blütenkrone ist radiärsymmetrisch und besitzt einen Durchmesser von 1,2 bis 1,5 cm. Die Kronlappen sind violett oder violett eingefasst, an der Basis befinden sich goldgelbe Flecken. Die feinen Staubfäden sind weiß und 2 mm lang. Die Antheren sind gelb und 1,5 mm lang.
Die Früchte sind rote, fast eiförmige Beeren, die eine Breite von 1 cm und eine Länge von 7 mm besitzen. Die Samen sind blassgelb.

## Botanische Geschichte
Die Art wurde 1958 von Charles B. Heiser Jr. und Paul G. Smith erstbeschrieben. Das Typusexemplar wurde bereits 1930 von Ynes Mexia im brasilianischen Bundesstaat Minas Gerais gesammelt.